# Nottingham (New Hampshire)
Nottingham is een gemeente in het Amerikaanse gebied Rockingham County, New Hampshire.
Nottingham werd in 1722 gesticht. Nottingham, vernoemd naar Daniel Finch, de 2de Graaf van Nottingham. De Graaf was een persoonlijke vriend van eerdere gouverneurs van New Hampshire.

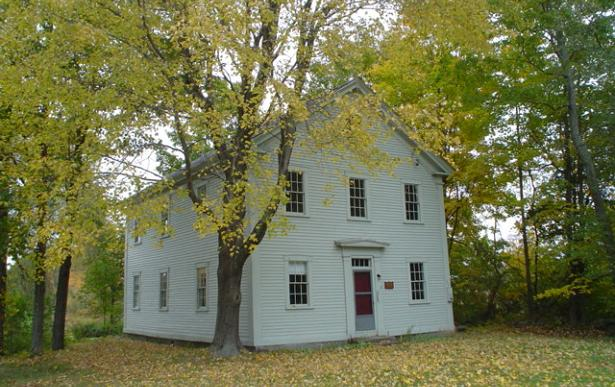
Schoolgebouw in Nottingham